# Kroatische Eishockeyliga 2003/04
Die Saison 2003/04 war die 13. Spielzeit der kroatischen Eishockeyliga, der höchsten kroatischen Eishockeyspielklasse. Meister wurde zum insgesamt neunten Mal in der Vereinsgeschichte der KHL Medveščak Zagreb.

## Finale
- KHL Medveščak Zagreb – KHL Zagreb 3:0 (10:3, 6:3, 7:2)